# Оро-Валли (Аризона)
Оро-Валли (англ. Oro Valley) — город в округе Пима в штате Аризона США. По данным переписи населения США 2020 года, численность населения составляла 47 070 человек.

## Население
| 2010[…] | 2020    |
| ------- | ------- |
| 41 011  | ↗47 070 |